# Welcome!［Champagne］
『Welcome!［Champagne］』（ウェルカム シャンペイン）は2013年6月からスペースシャワーTVで放送されている音楽番組である。

## 出演者
- ［Champagne］
- ゲストアーティスト1組

## 概要
- 毎回、ゲストアーティストを迎え、邦楽・洋楽の名曲や、ゲストアーティストの楽曲をセッションし、スタジオライブを披露する。
- [Champagne]をゲストアーティストとのトーク。

## 放送時間
- 毎週火曜日:20:45 - 21:00

リピート放送
- 水:24:45 -
- 土:26:30 -

## 放送リスト

### 2013年
| 放送日   | ゲストアーティスト                 | セッション曲                                  |
| -------- | ---------------------------------- | --------------------------------------------- |
| 6月4日   | なし                               | ［Champagne］「starrrrrrr」                   |
| 6月11日  | なし                               | ［Champagne］「涙がこぼれそう」               |
| 6月18日  | 日高央（THE STARBEMS）             | THE CLASH「I FOUGHT THE LAW」                 |
| 6月25日  | 日高央                             | キンクス「ALL DAY AND ALL OF THE NIGHT」      |
| 7月2日   | Masato（coldrain）                 | ［Champagne］「Kill Me If You Can」           |
| 7月9日   | Masato（coldrain）                 | U2「VERTIGO」                                 |
| 7月16日  | 稲村太佑（アルカラ）               | ［Champagne］「Cat2」                         |
| 7月23日  | 稲村太佑（アルカラ）               | 徳永英明「壊れかけのRadio」                   |
| 7月30日  | なし                               | 未公開トーク集                                |
| 8月6日   | SOIL&"PIMP"SESSIONS                | ルイ・アームストロング「この素晴らしき世界」  |
| 8月13日  | SOIL&"PIMP"SESSIONS                | AEROSMITH「WALK THIS WAY」                    |
| 8月20日  | 金井政人、東出真緒（BIGMAMA）      | BIGMAMA「春は風のように」                     |
| 8月27日  | 金井政人（BIGMAMA）                | ［Champagne］「city」                         |
| 9月3日   | ホリエアツシ（ストレイテナー）     | レディオ・ヘッド「High and Dry」              |
| 9月10日  | ホリエアツシ（ストレイテナー）     | ［Champagne］「Rocknrolla!」                  |
| 9月17日  | なし                               | 未公開トーク集                                |
| 10月8日  | なし                               | 奥田民生「イージュー★ライダー」               |
| 10月15日 | なし                               | ［Champagne］「Kick&Spin」                    |
| 10月22日 | 志磨遼平（ドレスコーズ）           | くるり「スロウダンス」                        |
| 10月29日 | 志磨遼平（ドレスコーズ）           | Primal Scream「Country Girl」                 |
| 11月5日  | 斉藤宏介（UNISON SQUARE GARDEN）   | マルーン5「Sunday Morning」                   |
| 11月12日 | 斉藤宏介（UNISON SQUARE GARDEN）   | ［Champagne］「You're So Sweet & I Love You」 |
| 11月19日 | 光村龍哉（NICO Touches the Walls） | Travis「Turn」                                |
| 11月26日 | 光村龍哉（NICO Touches the Walls） | ［Champagne］「She's Very」                   |